# The Eternal Traveller
The Eternal Traveller (englisch der ewig Reisende) ist ein Album des belgischen Funeral- und Drone-Doom-Projekt Gruulvoqh.

## Geschichte
Die Entstehung von The Eternal Traveller begann mit jener des Stückes The End of Gruulvoqh im Jahr 2018. Da Gruulvoqh als Soloprojekt von Stijn van Cauter geführt wurde und er die Musik in seinem Heimstudio Templa Libitina autark komponierte und einspielte, sind exakte Schreib- und Aufnahmezeiträume nicht publik. Techniker und Produzenten blieben ausgeschlossen. Allerdings kooperierte van Cauter zur Veröffentlichung mit dem russischen Label GS Productions, auf dem The Eternal Traveller erschien.

## Albuminformationen
The Eternal Traveller ist das erste Studioalbum des Projektes. Das 2019 veröffentlichte Album enthält vier Stücke mit einer Spieldauer von 1:02:54 Stunden. Die Gestaltung übernahm van Cauter selbst.

### Konzept
Van Cauter entwarf Gruulvoqh als Konzept-Band, die die Perspektive eines gleichnamigen Wesen einnimmt. Die fiktive Figur Gruulvoqh bindet nach dem Ableben den eigenen Verstand an ein Raumschiff, mit dem Ziel die Realität zu erforschen. Die Figur und deren Spezies sind eine Ergänzung des von van Cauter geschriebenen Webcomics Xyth-Äras-Comic.

„Gruulvoqh ist Mitglied einer fortschrittlichen Entdecker-Rasse die mit ihren Raumschiffen verschmilzt um die Weiten des Weltraums zu bereisen. Bei dieser Fusion sind sie gezwungen, ihren Planeten für immer zurückzulassen, aber ihr Opfer macht sie zu Gottheiten jener die zurückbleiben. Das Ziel ihrer Forschung ist nichts weniger als das vollständige Verständnis der Realität.“

Das Debütalbum widmet sich der Ursprungsgeschichte des Gruulvoqh-Raumschiffs, dass sich im Beginn der Erzählung die Aufgabe stellt, als Hüter der eigenen Spezies zu agieren. Die physische Existenz vom Körper transformierend bindet sich Gruulvoqh an das Raumschiff. Mit The Eternal Traveler folgt die Erzählung der subjektiven Perspektive Gruulvoqhs vom Sterben über die Wiedergeburt hin bis zur Reise in den Weltraum.

### Stil
Es sei „eine Art Funeral Doom“ die auf The Eternal Traveller gespielt würde, das Riffing entlehne sich jedoch dem Drone Doom. Gegenüber regulärem Drone- und Funeral-Doom sei die Musik jedoch „schneller und ansprechender“. „Filigraner“ Frauengesang, der an Julianna Barwick erinnere, und melancholische Keyboard-Arrangements, die gelegentlich Orgelklänge imitieren, gehen gemeinsam mit dem Riffing und dem „trottenden“ Rhythmus einher.

## Titelliste
1. The End of Gruulvoqh 15:39
2. The Coffin Weeps 15:02
3. To Live Again 16:33
4. The Eternal Traveller 15:40

## Wahrnehmung
Das Album wurde nur selten besprochen. Ian Morrissey von Doom-Metal.com vergab die höchstmögliche Beurteilungsnote. Und sah „keine Schwächen“. The Eternal Traveller sei „eine unglaublich kraftvolle Veröffentlichung“ die sich als Reise und Erfahrung anbiete die er „nicht genug empfehlen“ könne.